# Озерянська сільська рада (Турійський район)
| Озерянська сільська рада — сільська рада у Турійському районі Волинської області з адміністративним центром у селі Озеряни. Сільській раді підпорядковані населені пункти: - с. Озеряни - с. Пересіка - с. Сушибаба |

## Склад ради
Рада складається з 15 депутатів та голови.

### Керівний склад ради
| ПІБ                              | Основні відомості                                                 | Дата обрання | Дата звільнення |
| -------------------------------- | ----------------------------------------------------------------- | ------------ | --------------- |
| Махнюк Юрій Миколайович          | Сільський голова, 1971 року народження, освіта, безпартійний      | 26.03.2006   | 31.10.2010      |
| Гаврилевський Ярослав Андрійович | Сільський голова, 1963 року народження, освіта вища, безпартійний | 31.10.2010   |                 |

Примітка: таблиця складена за даними джерела

## Загальні відомості
Історична дата утворення: в 1946 році. Водоймища на території, підпорядкованій даній раді: озера Озерянське, Пісочне, Бережисте.
В Озерянській сільській раді працює 1 неповна середня школа, 1 клуб, 1 бібліотека, 1 медичний заклад, 1 відділення зв'язку, 1 АТС на 100 номерів, 2 торговельних закладів.
Всі села сільської ради не газифіковані. Дороги здебільшо з ґрунтовим покриттям. Стан доріг задовільний.

## Населення
Згідно з переписом УРСР 1989 року чисельність наявного населення сільської ради становила 734 особи, з яких 355 чоловіків та 379 жінок.
За переписом населення України 2001 року в сільській раді мешкало 646 осіб.

### Мова
Розподіл населення за рідною мовою за даними перепису 2001 року:
| Мова       | Відсоток |
| ---------- | -------- |
| українська | 99,22 %  |
| російська  | 0,62 %   |
| білоруська | 0,16 %   |